# Красник, Иван Яковлевич
Иван Яковлевич Красник (20 января 1897, Малая Александровка, Херсонская губерния — 27 июля 1944, Польша) — сержант Рабоче-крестьянской Красной армии, участник Великой Отечественной войны, Герой Советского Союза (1944).

## Биография
Родился 20 января 1897 года в селе Малая Александровка.
Окончил высшее начальное училище. Был призван в царскую армию, участвовал в боях Первой мировой и Гражданской войн.
С 1930 года работал в колхозе в Вологодской области.
В 1942 году повторно был призван на службу в Рабоче-крестьянскую Красную армию. Участвовал в боях под Сталинградом и на Курской дуге. К июлю 1944 года гвардии сержант Иван Красник был наводчиком орудия 220-го гвардейского истребительно-противотанкового артиллерийского полка 48-й армии 1-го Белорусского фронта. Отличился во время освобождения Польши.
26 июля 1944 года в боях у деревни Кошели в 12 километрах к юго-востоку от Белостока подбил два вражеских танка. Несмотря на потерю левой руки в результате взрыва немецкого снаряда, продолжал вести огонь одной рукой, отбив немецкую контратаку. Скончался от полученных ранений 27 июля 1944 года. Похоронен в деревне Бжозово-Старе (пол. Brzozowo Stare) Подляского воеводства Польши.
Указом Президиума Верховного Совета СССР от 25 сентября 1944 года за «образцовое выполнение боевых заданий командования на фронте борьбы с немецкими захватчиками и проявленные при этом мужество и героизм» гвардии сержант Иван Красник посмертно был удостоен высокого звания Героя Советского Союза. Также посмертно был награждён орденом Ленина.